# Jan Poláček (sběratel)
Jan Poláček (12. listopadu 1896 Jaroměřice nad Rokytnou – 10. března 1968 Prostějov) je znám především jako sběratel hanáckých a slováckých lidových písní. K jeho nejvýznamnějším dílům patří 7 dílů zpěvníku Slovácké pěsničky a 2 díly souboru Lidové písně z Hané. Svojí zásluhou se zasadil o objevení hanácké lidové písně v její pravé podobě a množství, jaké dosud nikdo nezaznamenal. Dvoudílná sbírka hanáckých lidových písní je považována za kulturní poklad národopisného regionu Haná.

## Život
Jan Poláček se narodil 12. listopadu 1896 v Jaroměřicích nad Rokytnou, nicméně o rok později se jeho rodina přestěhovala do Strážnice. Ve Strážnici vystudoval gymnázium a po maturitě se roku 1915 rozhodl pro další studium na Vysoké škole zemědělské ve Vídni. Jeho studia zde narušil hned v prvním semestru nástup na vojenskou službu z důvodu probíhající války. Na frontě byl raněn a poté již nebyl schopen vojenské služby. Po uzdravení nastoupil v Praze na práva, kde roku 1924 získal doktorát. Jako právník pracoval u soudu ve Strážnici, poté u krajského soudu v Uherském Hradišti, od roku 1926 pak u zemského soudu v Brně. Tam také během let 1928–1929 působil jako vice-sekretář a komisař politické správy.
V roce 1929 dostává Poláček místo konceptního úředníka a stěhuje se do Prostějova. Zde se později stává ředitelem městských úřadů. V roce 1950 odchází ze zdravotních důvodů do důchodu a věnuje se dle možností sbírání lidových písní. Umírá 10. března 1968 v Prostějově a je pochován na místním na městském hřbitově.
Od roku 1928 jej životem provázela manželka Růžena Doležalová, s níž se seznámil v Uherském Hradišti. Společně měli dvě děti, dceru Evu a syna Jana.

## Sběr lidových písní

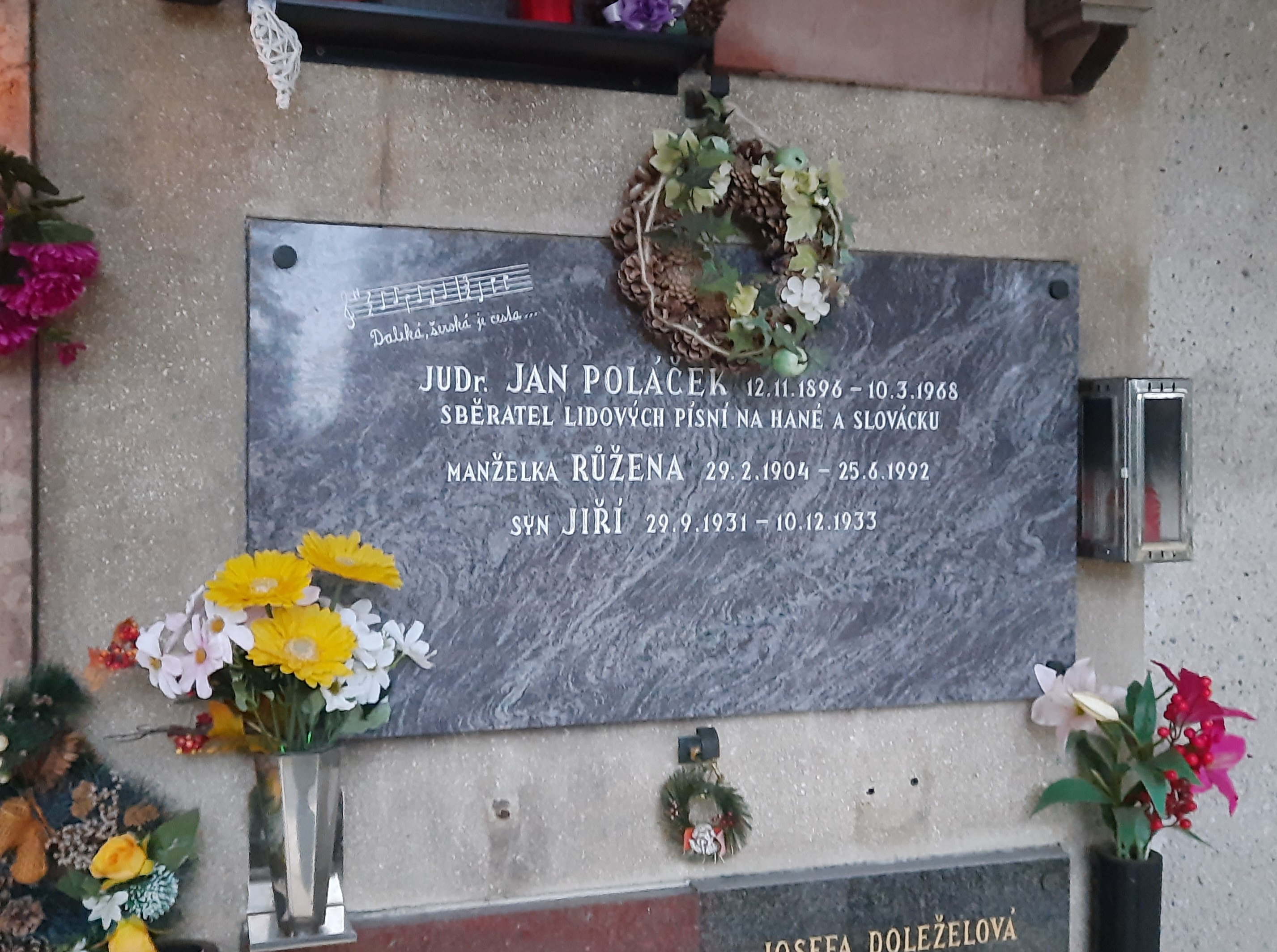
Urnový hrob Jana Poláčka v kolumbáriu na Městském hřbitově v Prostějově

Jan Poláček měl přístup k hudbě už od dětství. Obdivoval zejména legendárního myjavského primáše Samka Dudíka. Sám vystupoval jako cimbálista v muzice Slováckého krúžku v Brně. Tam vznikl i podnět pro sepsání a zaznamenání písní, které se v krúžku zpívaly, aby tak neupadly v zapomnění. Jan Poláček však do zpěvníků zahrnul i písně získané vlastním sběrem v terénu, zejména do 5. až 7. dílu. První 4 díly zpěvníku vyšly až po přesunu do Prostějova v letech 1936–1947 jako publikace Slováckého krúžku. V celkem 7 svazcích s názvem Slovácké pěsničky vyšlo 1670 jednohlasých nápěvů, z nichž velká většina není zaznamenána v žádném jiném zpěvníku.
V penzi od roku 1950 spolupracoval s Ústavem pro lidovou píseň (dnešní Etnologický ústav AV ČR) při pátrání po lidových písní na Hané, které neměly dle dosavadních informací ve své autentické podobě vůbec existovat. Díky tomu Poláček sesbíral během let 1950–1960 přes 3000 záznamů hanáckých písní, z nichž 800 vyšlo ve dvou svazcích Lidových písní z Hané. Ze sesbíraných hanáckých písní byla asi polovina písní zlidovělých, umělých, tedy kramářských, špalíčkových, náboženských, ap. Tyto písně nebyly zveřejněny. Protože sběratel zanechal řadu dalších hanáckých lidových písní v písemné pozůstalosti, vydal v roce 2010 jeho syn Ing. Jan Poláček třetí díl hanáckého zpěvníku, který obsahuje asi 400 hanáckých lidových písní nalezených v řečené pozůstalosti.

### Slovácké písně
- Slovácké pěsničky I–VII

6 dílů sborníku lze získat i jako e-knihy např. na portálu Digibooks.cz.
Např. Když jsem já šel okolo vrat

### Hanácké písně
Sbírky jednohlasých lidových písní. Z ústního podání zapsal a ve zpěvník uspořádal Jan Poláček.
- Lidové písně z Hané I. Prostějovsko.
- Lidové písně z Hané II. Prostějovsko-Kojetínsko.
- Lidové písně z Hané III. K vydání připravil Ing. Jan Poláček. Nakladatelství Albert Archivováno 9. 11. 2014 na Wayback Machine..

V roce 2011 vyšel reprint prvních dvou dílů zpěvníku.

### Ostatní
- Kniha Po stopách dělnické písně na Prostějovsku. Příspěvek k poznání dělnické písně lidové i zlidovělé.[6]
- Plomnovšti kapři. Lidové pověsti a pohádky na Prostějovsku[7]
- Bochte v kléně (dva tucty lidových písní z Hané pro zpěv a klavír s úpravou Jana Poláčka), vydal kulturní klub DUHA Prostějov, 1998, dodatečně ze sběratelovy pozůstalosti.[8]